# Avril 1946

## Événements
- 1er avril : 
  - Le Petit Prince sort aux éditions Gallimard.
  - Les Britanniques tentent de créer une Union malaise, rassemblant Malacca, Pulau Pinang et les neuf États malais de la péninsule, en transférant la souveraineté des sultans à la couronne britannique. La proposition déclenche une réaction violente au sein de la population malaise. L’opposition à l’union amène la formation de l’United Malays National Organization (UMNO). Les souverains locaux boycottent le nouveau système et les Britanniques sont obligés d’entamer des pourparlers, surtout avec les souverains et l’UMNO, qui conduiront à la création de la fédération de Malaisie en 1948.
- 3 avril : 
  - Parution d'un article du journal d'Amsterdam Het Parool attirant l'attention sur l'existence du Journal d'Anne Frank.
  - Le général japonais Masaharu Homma est exécuté à Manille, après avoir été reconnu coupable de crimes de guerre dont la marche de la mort de Bataan infligée aux prisonniers américains et philippins.
  - Crise irano-soviétique. Accord entre l’Iran et l’Union soviétique prévoyant le départ de toutes les troupes soviétiques, la création d’une compagnie mixte chargé de l’exploitation du pétrole dans le Nord et des négociations entre les autorités iraniennes et les provinces autonomistes d’Azerbaïdjan et du Kurdistan.
- 4 avril : l'Armée rouge quitte l'Iran.
- 5 avril, France : condamnation à mort du docteur Marcel Petiot, reconnu coupable de 24 assassinats.
- 7 avril : retrait des dernières troupes françaises de Syrie. Élections législatives : le Bloc national disparaît pour laisser place à deux nouveaux partis, le parti national (partisans du président Shukri al-Kuwatli, pour l’indépendance à l’égard des autres pays arabes) et parti du peuple (favorable aux projets d’union). Le parti national conserve le pouvoir en s’alliant avec des indépendants, mais l’absence de majorité claire paralyse le pouvoir. Cette situation favorise le développement du parti populaire syrien (PPS) à droite et du Ba’th (parti socialiste arabe) à gauche. La première mesure du gouvernement est de réduire les effectifs de l’armée syrienne.
- 8 avril : 
  - dernière réunion de la Société des Nations.
  - Nationalisation du gaz et de l'électricité avec la création de deux établissements publics pour gérer la production, le transport et la distribution de l'électricité (Électricité de France, EDF) et le gaz (Gaz de France, GDF).
- 9 avril, France : loi Marthe Richard sur la fermeture des maisons de tolérance (votée le 13 avril).
- 11 avril
  - France : les femmes peuvent accéder aux postes de la magistrature[1].
  - Loi Houphouët-Boigny abolissant le travail forcé dans les colonies de la France.
  - Reprise de la guerre civile chinoise.
    - Échec des négociations de Tch'ong King pour la création d’un programme gouvernemental commun. Échec de la médiation du général américain Marshall. Suspension de l’aide américaine aux nationalistes.
- 12 avril : Harold Alexander devient gouverneur général du Canada.
- 16 avril, France : rétablissement de l'élection des délégués du personnel.
- 18 avril : première réunion à La Haye de la Cour internationale de justice.
- 19 avril, France : l'Assemblée constituante adopte un projet de constitution qui sera soumis à référendum. Il prévoit l’instauration d'une chambre unique qui élit le président de la République et le président du Conseil et dispose de très larges pouvoirs.
- 24 avril : 
  - formation du parti socialiste unifié (SED) en Allemagne de l’Est, qui réunit socialistes et communistes.
  - Premier vol des prototypes des premiers chasseurs soviétiques à réaction Yakovlev Yak-15 et Mikoyan-Gourevitch MiG-9.
- 25 avril :
  - France : nationalisation des grandes compagnies de l'assurance ;
  - France : loi Lamine Guèye sur la citoyenneté des habitants d'outre-mer.
- 26 avril, France : nationalisation des houillères.
- 27 avril, France : création de l’INSEE.
- 29 avril : une commission anglo-américaine déconseille un partage de la Palestine.
- 30 avril : la France créé le Fonds d'investissement pour le développement économique et social (FIDES), qui permet de réaliser deux plans successifs (1946-1952 et 1953-1957). 134 000 millions de francs CFA sont investis par l’État en AOF et 51 500 millions en AEF dans l’immédiat après-guerre.

## Naissances
- 1er avril : Jean-François Garreaud, comédien français († 9 juillet 2020).
- 3 avril : Hanna Suchocka, femme politique polonaise, ancien premier ministre de Pologne.
- 4 avril : Yacouba Sawadogo, Agriculteur burkinabé († 3 décembre 2023).
- 7 avril : 
  - Colette Besson, athlète française, ancienne championne des jeux olympiques au 400m († 9 août 2005).
  - Robert Metcalfe, informaticien américain.
- 13 avril : Paul Barril, capitaine de gendarmerie française et auteur.
- 14 avril : Doric Germain, écrivain.
- 16 avril : Catherine Allégret, actrice française.
- 18 avril : 
  - Jean-François Balmer, acteur d'origine suisse.
  - Keith Copeland, batteur de jazz américain († 14 février 2015).
- 19 avril : Tim Curry, acteur britannique.
- 20 avril : Fedor den Hertog, coureur cycliste néerlandais († 12 février 2011).
- 21 avril : Maurice Olender, historien belge († 27 octobre 2022).
- 22 avril : Nicole Garcia, actrice, scénariste et réalisatrice française.
- 24 avril : Wajid Khan, homme d'affaires et politicien.
- 25 avril :
  - Talia Shire, actrice, productrice et réalisatrice américaine.
  - Andrzej Seweryn, acteur français d'origine polonaise.
  - Vladimir Jirinovski, homme politique russe († 6 avril 2022).
- 27 avril : Michel Delebarre, haut fonctionnaire et homme politique français († 9 avril 2022).
- 30 avril : Carl Gustav, roi de Suède.

## Décès
- 1er avril : Noah Beery, acteur américain (° 17 janvier 1882).
- 6 avril : Jeanne Brindeau, actrice  française (° 22 novembre 1860).
- 21 avril : John Maynard Keynes, économiste britannique, auteur de la Théorie générale et un des artisans des Accords de Bretton Woods (1944) (° 5 juin 1883).
- 22 avril : Lionel Atwill, acteur britannique (° 1er mars 1885).